# ТВ Ацтека
ТВ Ацтека (на испански: TV Azteca), официално Телевизия Ацтека (на испански: Televisión Azteca, S.A.B. de C.V.), е мексикански медиен конгломерат, собственост на Група Салинас, вторият по големина производител на испаноезично съдържание в света. Компанията възниква в процеса на приватизация на медийния пакет на федералното правителство, който включва 90 станции и съоръжения, които са част от телевизия Имевисион и чийто търг е спечелен от Група Салинас.

## История
В началото на 90-те години президентството на Карлос Салинас де Гортари приватизира много държавни активи. Сред тях е Институтът за мексиканска телевизия, известен като Имевисион, който притежава две национални телевизионни мрежи (Ред Насионал 7 и Ред Насионал 13) и три местни телевизии. В подготовка за приватизацията станциите на Имевисион са продадени на множество новосъздадени компании, най-голямата от които е наречена Телевизия Ацтека, С.А. де С.В.
С изключение на Канал 22, който остава собственост на Министерството на културата, един участник печели всички станции на публичен търг. На 18 юли 1993 г. Министерството на финансите на Мексико обявява, че Радио Телевисора дел Сентро, група, контролирана от Рикардо Салинас Плиего, е победител в търга за придобиване на „държавен медиен пакет“, включващ и студията на Имевисион в района на Ахуско в град Мексико. Печелившата оферта възлиза на 645 милиона щатски долара. Скоро новата група приема името Телевизия Ацтека, превръщайки се в конкурент на Телевиса. Двата конгломерата държат 97 процента от търговските концесии за телевизия в Мексико.
На 7 март 2011 г. ТВ Ацтека променя името си на Ацтека, което отразява израстването на компанията в мултимедийна. През юли 2015 г. обаче името на ТВ Ацтека е възстановено.
ТВ Ацтека е втората по големина медийна компания в Мексико след Телевиса. Тези две големи организации контролират 97% от средствата за масова информация в Мексико. ТВ Ацтека е финансирана през 1993 г. от Рикардо Салинас Плиего и притежава 31% от 465 концесии за телевизия в Мексико. Търгът на държавните канали и предоставянето на допълнителни концесии на ТВ Ацтека допълнително укрепват връзката им. Компанията предлага застрахователни услуги, платени телевизионни канали, кина, театър, новинарски канали, вестници, музика, училище за актьорско майсторство, потребителски продукти, интернет, стадиони и др. ТВ Ацтека е компания, която също обслужва правителството, но в много по-малка степен отколкото Телевиса.